# Pittosporum yunckeri
Pittosporum yunckeri är en tvåhjärtbladig växtart som beskrevs av A. C. Smith. Pittosporum yunckeri ingår i släktet Pittosporum och familjen Pittosporaceae. Inga underarter finns listade.